# ГЕС Каньйон-Феррі
ГЕС Каньйон-Феррі — гідроелектростанція у штаті Монтана (Сполучені Штати Америки). Знаходячись між ГЕС Тостон (10 МВт, вище по течії) та ГЕС Hauser (19 МВт), входить до складу каскаду на річці Міссурі, найбільшій правій притоці Міссісіпі (басейн Мексиканської затоки).
У межах проекту річку перекрили бетонною греблею висотою 69 метрів, довжиною 305 метрів та товщиною від 6 (по гребеню) до 53 (по сонові) метрів, яка потребувала 317 тис. м3 матеріалу. Вона утримує витягнуте по долині Міссурі на 40 км водосховище з площею поверхні 142,4 км2 та об'ємом до 2,46 млрд м3, в якому можливе коливання рівня між позначками 1113 та 1157 метрів НРМ (у операційному режимі між 1136 та 1157 метрів НРМ).
Через водоводи діаметром по 4,1 метра ресурс подається до пригреблевого машинного залу, обладнаного трьома турбінами типу Френсіс загальною потужністю 50 МВт. При напорі у 38 метрів вони забезпечують виробництво 384 млн кВт-год електроенергії на рік.
Видача продукції відбувається по ЛЕП, розрахованій на роботу під напругою 115 кВ.
Окрім виробництва електроенергії комплекс забезпечив зрошення 47 тисяч гектарів земель та покращив зрошення ще 33 тисяч гектарів.